# Composite (Finanzen)
Ein Composite bzw. eine Peergroup beschreibt im Finanzbereich die Zusammenfassung verschiedener, jedoch von der Struktur mehr oder weniger ähnlicher (Wertpapier-)Portfolios zu einer Gruppe. Je enger der Rahmen der gleichen Merkmale gesteckt wird, desto geringer wird die Zahl der Vergleichsprodukte innerhalb einer Gruppe. Composites oder Peergroups dienen dabei zur Herstellung von Vergleichbarkeiten, z. B. der Performance verschiedener Aktienportfolios. Um den Erfolg oder Misserfolg eines Wertes zu bewerten, wird daher ein „Korb“ von ähnlichen Produkten (z. B. unter Berücksichtigung des Anlageziels, der Portfoliostruktur, der Währungssicherungsgrades oder der Laufzeit von Rentenpapieren) zusammengestellt, der dann als Referenz bzw. Vergleichsmaßstab zur Bewertung dient.
Die beiden Begriffe werden dabei nur zum Teil synonym verwendet. In einigen Bereichen beschreibt eine Peergroup den Vergleich mit Wettbewerbsprodukten, während ein Composite die Produkte eines Unternehmens in verschiedenen Gruppen zusammenfasst und analysiert.

## Subprime
Die stark steigende Gewährung von Subprime-Immobilienfinanzierungen hat ab 2006 die US-amerikanischen Banken dazu bewogen, große Teile dieser Kreditforderungen – teilweise kombiniert mit prime-loans – in wertpapierähnliche, leicht übertragbare sog. CDOs (Collateralized Debt Obligations) oder ähnliche strukturierte Finanzierungsformen zu bündeln und zugleich zu verbriefen und, mit einem attraktiven Rating von externen Ratingagenturen versehen, an europäische oder asiatische Banken zu verkaufen. Damit wurde ein bis dahin rein amerikanisches Risiko internationalisiert.